# Штайнбах (Рейн-Гунсрюк)
Штайнбах (нім. Steinbach) — громада в Німеччині, розташована в землі Рейнланд-Пфальц. Входить до складу району Рейн-Гунсрюк. Складова частина об'єднання громад Райнбеллен.
Площа — 2,60 км2. Населення становить 132 ос. (станом на 31 грудня 2020).